# Amont-et-Effreney
Pour les articles homonymes, voir Amont.
Amont-et-Effreney est une commune française située dans le département de la Haute-Saône, en Franche-Comté, dans la région administrative Bourgogne-Franche-Comté.

## Géographie
Construite sur un plateau le long de la RD6, la commune est constituée d'une multitude de hameaux (fermes, moulins) de part et d’autre de la vallée du Breuchin, dont le principal est la Rochotte.
Le Mont-Dahin (culminant à 613 m) offre un beau point de vue.

### Hydrologie
Traversé par la rivière le Breuchin où se jettent de nombreux ruisseaux, le territoire est boisé et parsemé d'étangs privés.

### Climat
Pour des articles plus généraux, voir Climat de la Bourgogne-Franche-Comté et Climat de la Haute-Saône.
En 2010, le climat de la commune est de type climat de montagne, selon une étude du Centre national de la recherche scientifique s'appuyant sur une série de données couvrant la période 1971-2000. En 2020, Météo-France publie une typologie des climats de la France métropolitaine dans laquelle la commune est exposée à un climat semi-continental et est dans la région climatique Lorraine, plateau de Langres, Morvan, caractérisée par un hiver rude (1,5 °C), des vents modérés et des brouillards fréquents en automne et hiver.
Pour la période 1971-2000, la température annuelle moyenne est de 9,2 °C, avec une amplitude thermique annuelle de 17,4 °C. Le cumul annuel moyen de précipitations est de 1 636 mm, avec 14,6 jours de précipitations en janvier et 10,8 jours en juillet. Pour la période 1991-2020, la température moyenne annuelle observée sur la station météorologique de Météo-France la plus proche, « Val-D Ajol », sur la commune du Val-d'Ajol à 9 km à vol d'oiseau, est de 10,5 °C et le cumul annuel moyen de précipitations est de 1 575,5 mm. 
La température maximale relevée sur cette station est de 40 °C, atteinte le 25 juillet 2019 ; la température minimale est de −18,5 °C, atteinte le 20 décembre 2009,,.
Les paramètres climatiques de la commune ont été estimés pour le milieu du siècle (2041-2070) selon différents scénarios d'émission de gaz à effet de serre à partir des nouvelles projections climatiques de référence DRIAS-2020. Ils sont consultables sur un site dédié publié par Météo-France en novembre 2022.

## Urbanisme

### Typologie
Au 1er janvier 2024, Amont-et-Effreney est catégorisée commune rurale à habitat très dispersé, selon la nouvelle grille communale de densité à sept niveaux définie par l'Insee en 2022.
Elle est située hors unité urbaine. Par ailleurs la commune fait partie de l'aire d'attraction de Luxeuil-les-Bains, dont elle est une commune de la couronne,. Cette aire, qui regroupe 41 communes, est catégorisée dans les aires de moins de 50 000 habitants,.

### Occupation des sols
L'occupation des sols de la commune, telle qu'elle ressort de la base de données européenne d’occupation biophysique des sols Corine Land Cover (CLC), est marquée par l'importance des forêts et milieux semi-naturels (68,9 % en 2018), en diminution par rapport à 1990 (70,5 %). La répartition détaillée en 2018 est la suivante : 
forêts (68,9 %), zones agricoles hétérogènes (20,3 %), prairies (10,5 %), terres arables (0,3 %). L'évolution de l’occupation des sols de la commune et de ses infrastructures peut être observée sur les différentes représentations cartographiques du territoire : la carte de Cassini (XVIIIe siècle), la carte d'état-major (1820-1866) et les cartes ou photos aériennes de l'IGN pour la période actuelle (1950 à aujourd'hui).

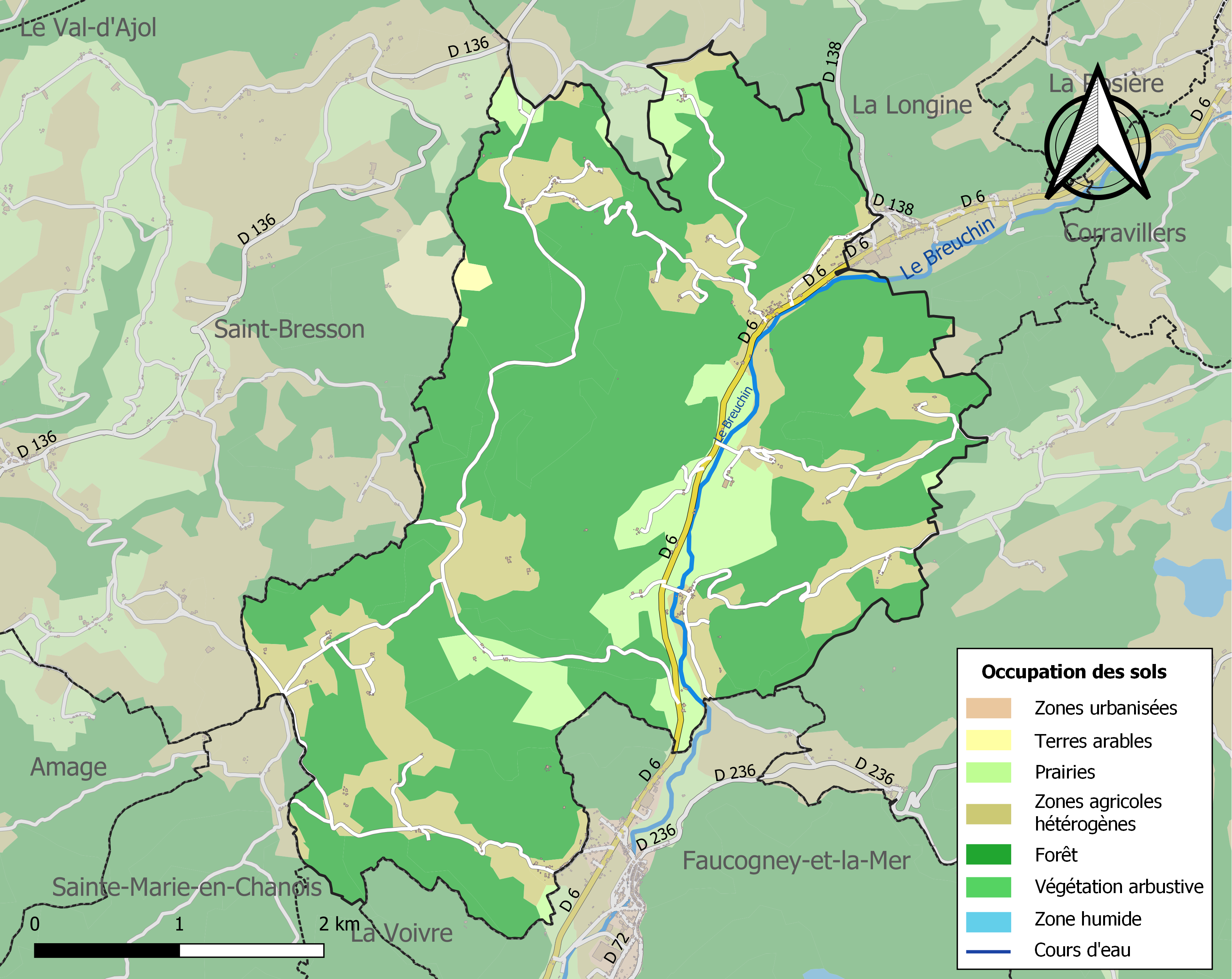
Carte des infrastructures et de l'occupation des sols de la commune en 2018 (CLC).

## Toponymie
La commune, créée à la Révolution française, porta en 1793 la dénomination de "Canton d'Amont" puis a été renommée en 1801 ou avant Amont et Affreney. La graphie Amont-et-Effreney est plus récente.

## Politique et administration

Carte départementale représentant en rouge la Communauté de communes des 1000 étangs.

### Rattachements administratifs et électoraux
La commune fait partie de l'arrondissement de Lure du département de la Haute-Saône, en région Bourgogne-Franche-Comté. Pour l'élection des députés, elle dépend de la deuxième circonscription de la Haute-Saône.
La commune faisait partie depuis 1793 du canton de Faucogney-et-la-Mer. Dans le cadre du redécoupage cantonal de 2014 en France, la commune fait désormais partie du canton de Mélisey.

### Intercommunalité
La commune faisait partie de la petite communauté de communes de la Haute Vallée de l'Ognon (CCHVO), créée fin 2003.
Dans le cadre des dispositions de la loi portant nouvelle organisation territoriale de la République (Loi NOTRe) du 7 août 2015, qui prévoit que les établissements publics de coopération intercommunale (EPCI) à fiscalité propre doivent avoir un minimum de 15 000 habitants (et 5 000 habitants en zone de montagnes), cette intercommunaluté fusionne le 1er janvier 2017, elle fusionne avec la communauté de communes des mille étangs (CCME). La nouvelle structure reprend le nom de communauté de communes des mille étangs, dont la commune est désormais membre.

### Liste des maires
| Période                                  | Période                   | Identité           | Étiquette | Qualité                                   |
| ---------------------------------------- | ------------------------- | ------------------ | --------- | ----------------------------------------- |
| Les données manquantes sont à compléter. |                           |                    |           |                                           |
| 1977                                     | mars 1989                 | Charles Duchanoy   |           | Pépiniériste                              |
| mars 1989                                | juillet 2007              | André Tuaillon     |           | Décédé en fonction                        |
| juillet 2007                             | août 2014                 | Jean-Claude Poirot |           | Entrepreneur forestier Décédé en fonction |
| octobre 2014                             | mai 2020                  | Edith Galmiche     |           | Retraitée du Trésor                       |
| mai 2020                                 | En cours (au 7 juin 2020) | François Grosjean  |           |                                           |

## Démographie
L'évolution du nombre d'habitants est connue à travers les recensements de la population effectués dans la commune depuis 1793. Pour les communes de moins de 10 000 habitants, une enquête de recensement portant sur toute la population est réalisée tous les cinq ans, les populations de référence des années intermédiaires étant quant à elles estimées par interpolation ou extrapolation. Pour la commune, le premier recensement exhaustif entrant dans le cadre du nouveau dispositif a été réalisé en 2008.

En 2022, la commune comptait 166 habitants, en stagnation par rapport à 2016 (Haute-Saône : −1,4 %, France hors Mayotte : +2,11 %).
| 1793 | 1800 | 1806  | 1821  | 1831  | 1836  | 1841  | 1846  | 1851  |
| ---- | ---- | ----- | ----- | ----- | ----- | ----- | ----- | ----- |
| 895  | 939  | 1 030 | 1 072 | 1 236 | 1 007 | 1 051 | 1 091 | 1 060 |

| 1856 | 1861 | 1866 | 1872 | 1876 | 1881 | 1886 | 1891 | 1896 |
| ---- | ---- | ---- | ---- | ---- | ---- | ---- | ---- | ---- |
| 880  | 951  | 906  | 888  | 875  | 823  | 798  | 765  | 720  |

| 1901 | 1906 | 1911 | 1921 | 1926 | 1931 | 1936 | 1946 | 1954 |
| ---- | ---- | ---- | ---- | ---- | ---- | ---- | ---- | ---- |
| 684  | 660  | 648  | 602  | 541  | 536  | 518  | 511  | 430  |

| 1962 | 1968 | 1975 | 1982 | 1990 | 1999 | 2006 | 2008 | 2013 |
| ---- | ---- | ---- | ---- | ---- | ---- | ---- | ---- | ---- |
| 366  | 333  | 290  | 256  | 229  | 194  | 184  | 181  | 167  |

| 2018 | 2022 | - | - | - | - | - | - | - |
| ---- | ---- | - | - | - | - | - | - | - |
| 162  | 166  | - | - | - | - | - | - | - |

## Économie
- Carrière des Roches du saut, de 4 hectares, qui produit en moyenne 100 000 tonnes par an de roche éruptive[21].
- Pépinière Duchanoy, produisant de 6 000 à 8 000 sapins par an, à 80 % des Normann, vendus principalement dans les jardineries et magasins du grand Est[22],[23].
- Pisciculture du Breuchin, produisant des truites fario et des saumons de fontaine[24].

## Culture locale et patrimoine

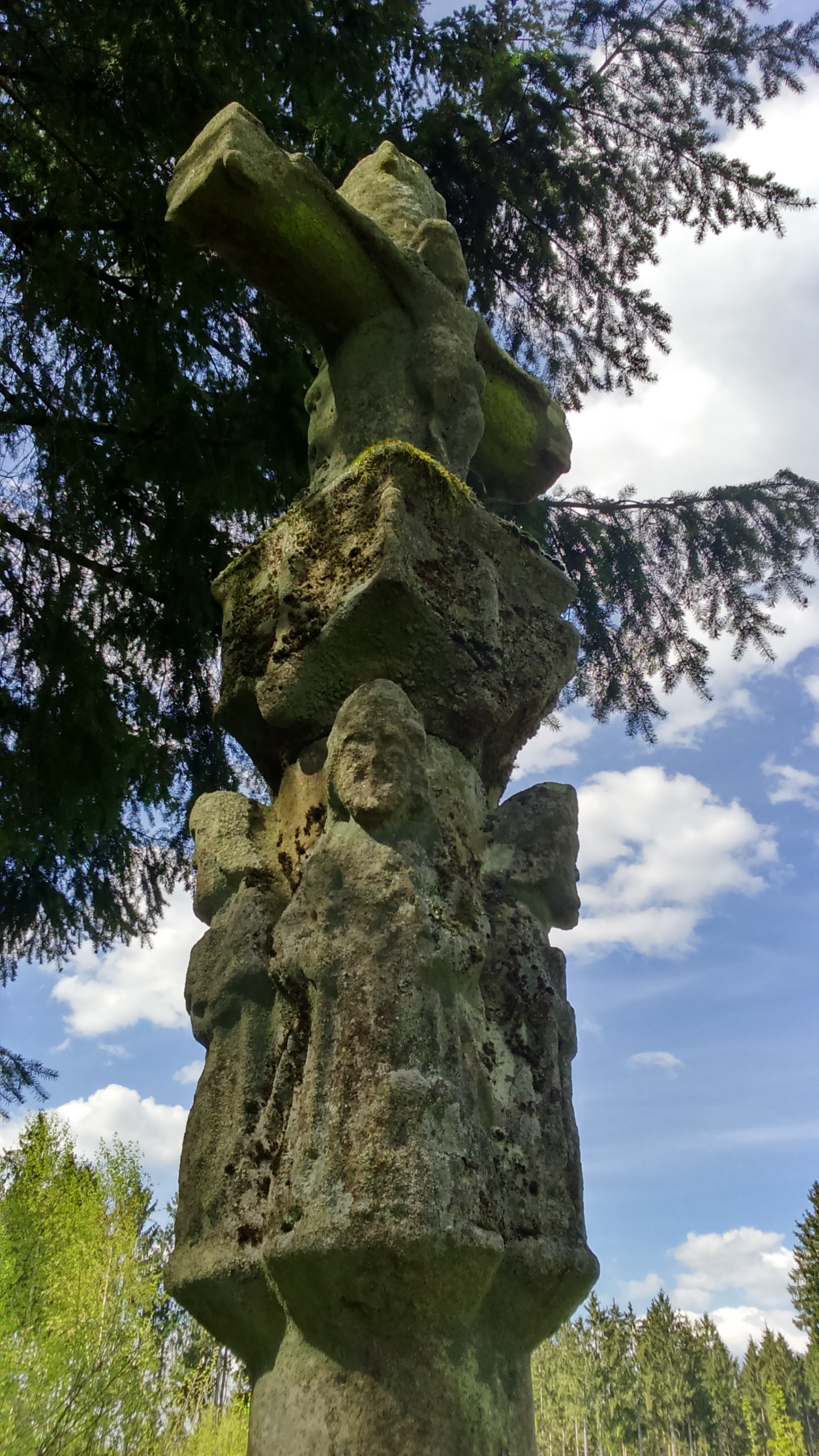
Croix monumentale du Mont-Dahin.

### Lieux et monuments
- À Ferrière-le-Bas on peut voir la chapelle Saint-Claude datant du XVIIe siècle, seule chapelle communale.
- Point de vue remarquable de la Rochotte.
- Sentiers pédestres balisés.
- Croix monumentale du Mont-Dahin (XVIe siècle), classée au titre des monuments historiques[25].
- Moulins à eau d'Es Mottes, produisant de la farine et de l'huile, désaffecté en 1920 et transformé en micro-centrale électrique en 1949[26] et Laroche (reconverti en habitation). Il cesse son activité de meunerie avant la Seconde Guerre mondiale et anime une petite scierie en 1952, une saboterie et un atelier de fabrication de jouets en bois. Leur activité économique a cessé vers 1978[27].
- Musée haut-saônois de la carte postale, dont le fonds rassemble 10 000 cartes postales. Inauguré en 2016, le musée devrait être déplacé à Faucogney-et-la-Mer[28],[29].
- Jardin de la Ferrière, jardin privé ouvert au public de presque deux hectares, créé par Hubert et Danièle Simonin et qui accueille des expositions d'art, ainsi que le « jardin de l’apothicaire » créé en 2015 par référence au « capitulaire de Charlemagne pour connaître les plantes indispensables au jardin » contenant une quarantaine de variétés de plantes aromatiques et médicinales[30],[31].

## Héraldique
| Blason de Amont-et-Effreney | Blason  | De gueules à un arbre de sinople* accolé à une plante grimpante d'or                                                                                              |
| Blason de Amont-et-Effreney | Détails | * Il y a là non-respect de la règle de contrariété des couleurs : ces armes sont fautives (Sinople sur gueules). Le statut officiel du blason reste à déterminer. |